# Carbonado (diamant)

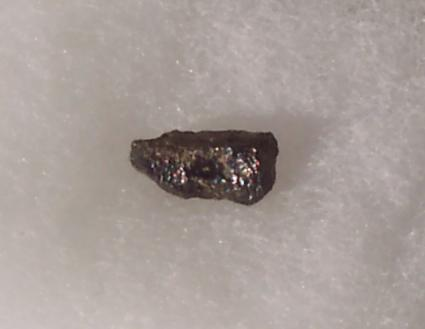
Carbonado

Carbonado, zwarte diamant, is een soort in de natuur gevormde polykristallijne diamant afkomstig van alluviale afzettingen in de Centraal-Afrikaanse Republiek en Brazilië en komt ook voor in de vulkaan Kozelski in Kamtsjatka. Hun natuurlijke kleur is zwart of donkergrijs en ze zijn poreuzer dan andere diamanten.

## Ongebruikelijke eigenschappen
In tegenstelling tot andere natuurlijke polykristallijne diamanten, heeft carbonado geen uit de aardmantel afkomstige insluitsels en een lage δ-C13 waarde (de verhouding van koolstofisotopen). Carbonado vertoont ook een zeer sterke luminescentie (fotoluminescentie en kathodeluminescentie) die wordt veroorzaakt door stikstof en door vacatures in het kristalrooster. Analyse van de luminescentie stelt voor dat er radioactieve opneming in het vormingsproces van carbonado bestond. Deze en andere kenmerken die carbonado van andere diamanten onderscheiden hebben geleid tot vragen in verband met de oorsprong van carbonado.

## Oorsprong
Er zijn verschillende hypotheses over de oorsprong van carbonado:
- Directe omzetting van organische koolstof in de hoge drukomstandigheden in het binnenste van de Aarde. Dit is het standaard proces waarmee diamant in de natuur vormt. Het probleem met deze hypothese is dat als carbonado door een fase-overgang in organisch grafiet ontstaat, het over de hele wereld zou moeten worden gevonden. Carbonado komt echter alleen voor in de Centraal-Afrikaanse Republiek en Brazilië, gebieden waar geen andere soorten diamant voorkomen.
- Schokmetamorfose bij meteorietinslagen in het aardoppervlak. Wat niet klopt is dat bij schokmetamorfose meestal hexagonale diamant (lonsdaleiet) wordt gevormd, geen carbonado.
- Radiogene vorming van diamant door natuurlijk radioactief verval van uranium en thorium. Het probleem bij deze hypothese is dat de energie van deze vervalreacties te klein is om carbonado in de grootte waarin het gevonden wordt (tot 500 μm) te vormen.
- Carbonado bevat sporen van stikstof en waterstof, analyse van de waterstofisotopen heeft aangetoond dat deze afkomstig zijn uit supernova's. Dit zou kunnen betekenen dat carbonado mogelijk een extraterrestrische oorsprong heeft.[1] Het idee is dat carbonado verwant is aan koolstofrijk interstellair stof en wordt gevormd in de buurt van koolstofsterren. Daarna werd het opgenomen in een meteoriet die later op Aarde insloeg.

## Voetnoten
1. ↑  (en) Garai, J.; Haggerty, S.E.; Rekhi, S. & Chance, M.; 2006: Infrared Absorption Investigations Confirm the Extraterrestrial Origin of Carbonado-Diamonds, Astrophysical Journal Letters 653, pp L153-L156.